# Luce stroboscopica

Tipica luce stroboscopica al rallentatore

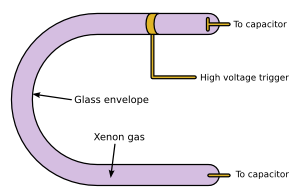
Schema di una lampadina stroboscopica

Per luce stroboscopica si ritiene una luce che proviene da fonti intermittenti ad alta frequenza, che possono essere utilizzate per localizzare un punto cospicuo (ad esempio, nella subacquea, la cima di ancoraggio dell'imbarcazione). Possono essere generate da una semplice lampadina che si accende e spegne a un intervallo di tempo prestabilito e ravvicinato, oppure da una scarica elettrica attraverso un tubo contenente gas (esattamente come il lampo di un flash elettronico).

## Applicazioni
Le luci stroboscopiche hanno molti usi, incluse le applicazioni scientifiche e industriali; in questo caso si tratta di uno strumento di misura denominato stroboscopio, ma sono particolarmente popolari in luoghi di intrattenimento come le discoteche, dove vengono usati per creare illusioni ottiche nel movimento. Altre loro applicazioni sono nei sistemi antifurto, nelle luci teatrali e nelle luci ad alta visibilità di navigazione; un loro uso speciale riguarda anche le barre luminose.
I soggetti affetti da epilessia fotosensibile, nei quali gli stimoli visivi ripetuti e regolari possono causare convulsioni, devono prestare molta attenzione a non esporsi (o ad esporsi per tempi limitati) alle luci stroboscopiche.

## Informazioni storiche
Nel 1931 Harold Eugene Edgerton stava fotografando degli oggetti ad alta velocità di movimento illuminati da una lampadina, i quali creavano l'effetto flash o cosiddetto strobo grazie al riflesso della lampadina sulla  superficie dell'oggetto.